# Gyāwa-i-Pāyān
Gyāwa-i-Pāyān, auch Gejawa und Giawa (persisch کیاوهٔ پائين Gīāwah-ye Pā’īn oder Geyawa), ist ein afghanisches Dorf im Bezirk Nijrab in der Provinz Kapisa.
Nachbarorte sind Margar, Aschorchel, Kandi, Chwadscha Ahmad und Tarang Sara.
Gyāwa liegt etwa 1877 Meter über dem Meeresspiegel.
Zwischen Juli 2012 und August 2013 errichtete die Amin Kapisa Construction Group ein Krankenhaus in Gyāwa. Die Klinik wurde im Auftrag des Ministeriums für Drogenbekämpfung im Rahmen eines Entwicklungsprojekts erbaut.

## Luftangriff
Nach Angaben des örtlichen Polizeichefs und des afghanischen Präsidenten Hamid Karsai kamen am 8. Februar 2011 sieben Kinder und ein geistig behinderter Zwanzigjähriger durch einen Luftangriff der NATO auf ein Haus in Gyāwa ums Leben. In der Nacht zuvor soll es bereits einen Einsatz der ISAF in dem Dorf gegeben haben.